# Ermita de Goikoana
La ermita de Goikoana o Goikoama se encuentra sobre unas campas entre los pueblos de Oiardo e Inoso, concejos de Urcabustaiz, en la provincia de Álava.En los estatutos aparece con el nombre de "Goikogana".

## Situación
Se halla la norte de Oiardo, a media ladera, muy viento protegida del viento norteño. Desde su emplazamiento se divisa el santuario de la Antigua, y toda la sierra Salvada, el santuario de Oro y la ermita de la Piedad de Beluntza.
Se encuentra en una ruta de arriería, dominando desde sus campas los caminos que bajan de Urkaerria al valle de Aiala y a los de Altube hacia Vizcaya.
A un kilómetro de la ermita, al norte de la misma, se halla un cruce de caminos, y en él, un campo tumular compuesto por cuatro túmulos de pequeñas dimensiones. 

## Contexto
Según la tradición, en la fuente situada en las proximidades se apareció la Virgen, dejando la huella de su pie en ella. Según la leyenda, la Virgen quiso traer la ermita a este lugar, aunque la intención de los habitantes era levantarla al otro lado del valle. Cada vez que llevaban las piedras hasta el lugar elegido, al día siguiente aparecían donde hoy se encuentra la ermita. Viendo esto una y otra vez, los habitantes del pueblo decidieron levantar la ermita en esta subida.
La Virgen de Goikoama es objeto de culto en Urcabustaiz, especialmente en las aldeas de Oiardo, Uzkiano, Unzá, Apreguíndana, Inoso, Gujuli y Ondona, parcioneras del aprovechamiento de los montes de Altube e integrantes del territorio denominado Urkaerria o “Monteacá”.
Esta devoción es de origen medieval e incluía, entre otras obligaciones, la aportación anual de media fanega de trigo del molino de Amarrojín, situado en el lugar donde el río Altube cruza la carretera de Vitoria a Bilbao y propiedad de los concejos comuneros.

## Historia
Hay noticias escritas de la existencia de la ermita desde 1556, aunque el templo primitivo es, sin duda, anterior. Este edificio medieval, situado a la izquierda de la nave principal actual, es un pequeño templo de cabecera recta, cubierto por bóveda en dos tramos, separados por un arco fajón de medio punto sobre contrafuertes interiores. El acceso a este templo, hoy tapiado por la iglesia posterior, se realizaba bajo arco de medio punto.
La cabecera de la ermita medieval muestra restos de un Calvario pintado, posiblemente realizado a principios del siglo XVI. Se trata de un retablo fingido, realizado según la tradición gótica. Representa a Cristo crucificado, la Virgen y San Juan sobre fondo estrellado. A los lados, dos escudos, uno de tema religioso; el otro, con las armas y el nombre de Juan de Parrazar, hombre notable de la comarca, del que hay constancia de que acudió como Procurador a las Juntas Generales de Álava en 1514. Posiblemente estas pinturas fueron hechas a su costa.
A los pies de la misma ermita primitiva puede verse una Muerte en grisalla, posiblemente del S. XVII.
En 1759 se realizaron obras de envergadura en la ermita, las primeras recogidas en el Libro de Cuentas. Se reconstruyeron un muro, la bóveda y el tejado, “que así bien se había arruinado”.
En 1794 se ejecutaron las obras de mayor importancia, abriendo ventanas, labrando la cornisa y cerrando el pórtico tras deshacer el viejo, siguiendo órdenes recibidas en la visita pastoral de 1791, para protegerlo del ganado caballar y vacuno que sesteaba en él.
En 1817 se derribó la espadaña, que estaba en ruinas “de tal manera, que nadie se atrevía a entrar dentro”; tenía dos arcos de campanas, aún visibles a la izquierda del pórtico, con “dos campana, una grande y otra pequeñita”. Actualmente, una sola campana se sitúa en una espadaña metálica sobre la entrada al pórtico.
En la misma obra, se desmontó y reconstruyó el arco de la bóveda central, que también estaba arruinado; asimismo, se “acabó de caer el paredón de oriente”, volviendo a levantarlo de nueva planta.
En 1933 se retiraba el pavimento de baldosa y se entarimaba la ermita. El empedrado del pórtico, sin embargo, data de 1752.
La figura de la Virgen que preside el templo fue posiblemente realizada a principios del siglo XVI, en estilo tardogótico.Se trata de una hermosa talla gótica dorada y policromada. 

## Festividad
La fiesta principal se celebra el 8 de septiembre.
Por Semana Santa se hace un viacrucis, desde la parroquia de Oiardo hasta la ermita.

## Cofradía de Nuestra Señora de Goikoama
En 1645, el Papa Inocencio X concedió indulgencias a esta Cofradía, de la que formaban parte muchos cofrades, especialmente de Urkaerria.
La Cofradía celebraba dos fiestas principales, en la Asunción (15 de agosto) y en la Natividad de la Virgen (8 de septiembre).
Los cofrades asistían a los entierros “con hachas” y celebraban misas por los difuntos. Estos ritos pueden tener relación con la pintura del muro de la antigua ermita. Existieron numerosas mandas testamentarias a la Virgen de Goicoana desde finales del S. XVI.

## Cofradía de San Antonio Abad
Existía en la ermita una imagen de San Antonio Abad, hoy desaparecida, que durante el año, se alumbraba “con aceite y cera”. Existía asimismo una Cofradía que celebraba misas en enero, con motivo de la festividad del santo, documentadas al menos hasta 1966. Se entregaban al santo limosnas, a veces de “carne y zerdos”, de las que se hacía cargo el mayordomo de la ermita.

## Santa Isabel y otros cultos
En 1556 existía en Oyardo una segunda ermita, dedicada a Santa Isabel. En la visita pastoral de 1791, se ordenaba su demolición, por estar tan deteriorada que sólo servía de albergue de ganados y refugio de maleantes. Los materiales del derribo se utilizaron en la parroquia de San Juan de Oyardo, pero la imagen de Santa Isabel se conservó en la ermita de Goikoama hasta el siglo pasado.
El día de Santa Isabel (2 de julio), se celebraban dos misas en la ermita de Goikoama, una rezada y la otra cantada, con conjuros a los campos a continuación de la primera misa y salve cantada tras la segunda.
El 22 de julio, festividad de Santa María Magdalena, se celebraba misa cantada, con letania de los santos y salve cantada. La asistencia era obligada, bajo pena de multa.
El 19 de junio, día de San Gervasio y Protasio, se celebraba misa cantada, con letanía de los santos y salve cantada. El culto a “San Gervás” era muy antiguo en Urkaerría: el día de su fiesta salía de Oyardo una procesión hasta Goikoama, en la que debían tomar parte los concejos de la comunidad de Altube. Desde el siglo XVII se documentan acuerdos tomados “en la santa casa de Nuestra Señora de Goikoama”.
Es posible que estos cultos remitan, al igual que el de Santa Isabel, a ermitas de la comarca hoy desaparecidas.